# Bismutostibiconita
La bismutostibiconita és un mineral de la classe dels òxids. El seu nom fa referència al fet que és el membre amb bismut del grup de l'estibiconita.

## Característiques
La bismutostibiconita és un òxid de fórmula química (Bi,Fe3+,☐)Sb5+
2O₇. Cristal·litza en el sistema isomètric. Els seus cristalls són sempre anèdrics, formant crostes terroses. La seva duresa a l'escala de Mohs és de 4 a 5.
Segons la classificació de Nickel-Strunz, la bismutostibiconita pertany a «04.DH: Òxids amb proporció Metall:Oxigen = 1:2 i similars, amb cations grans (+- mida mitjana); plans que comparteixen costats d'octàedres» juntament amb els següents minerals: brannerita, ortobrannerita, thorutita, kassita, lucasita-(Ce), bariomicrolita, bariopiroclor, betafita, bismutomicrolita, calciobetafita, ceriopiroclor, cesstibtantita, jixianita, hidropiroclor, natrobistantita, plumbopiroclor, plumbomicrolita, plumbobetafita, estibiomicrolita, estronciopiroclor, estanomicrolita, estibiobetafita, uranpiroclor, itrobetafita, itropiroclor, fluornatromicrolita, bismutopiroclor, hidrokenoelsmoreïta, oxiplumboromeïta, monimolita, cuproromeïta, stetefeldtita, estibiconita, rosiaïta, zirconolita, liandratita, petscheckita, ingersonita i pittongita.

## Formació i jaciments
La bismutostibiconita és un mineral secundari format com a producte d'alteració de tetraedrita-tennantita amb contingut de bismut. Ha estat descrita a Alemanya, Austràlia i els Estats Units.
Sol trobar-se associada a altres minerals com: tetraedrita-tennantita, calcopirita, beyerita, atelestita, preisingerita, bismutita, malaquita, atzurita, olivenita.